# James B. Beck

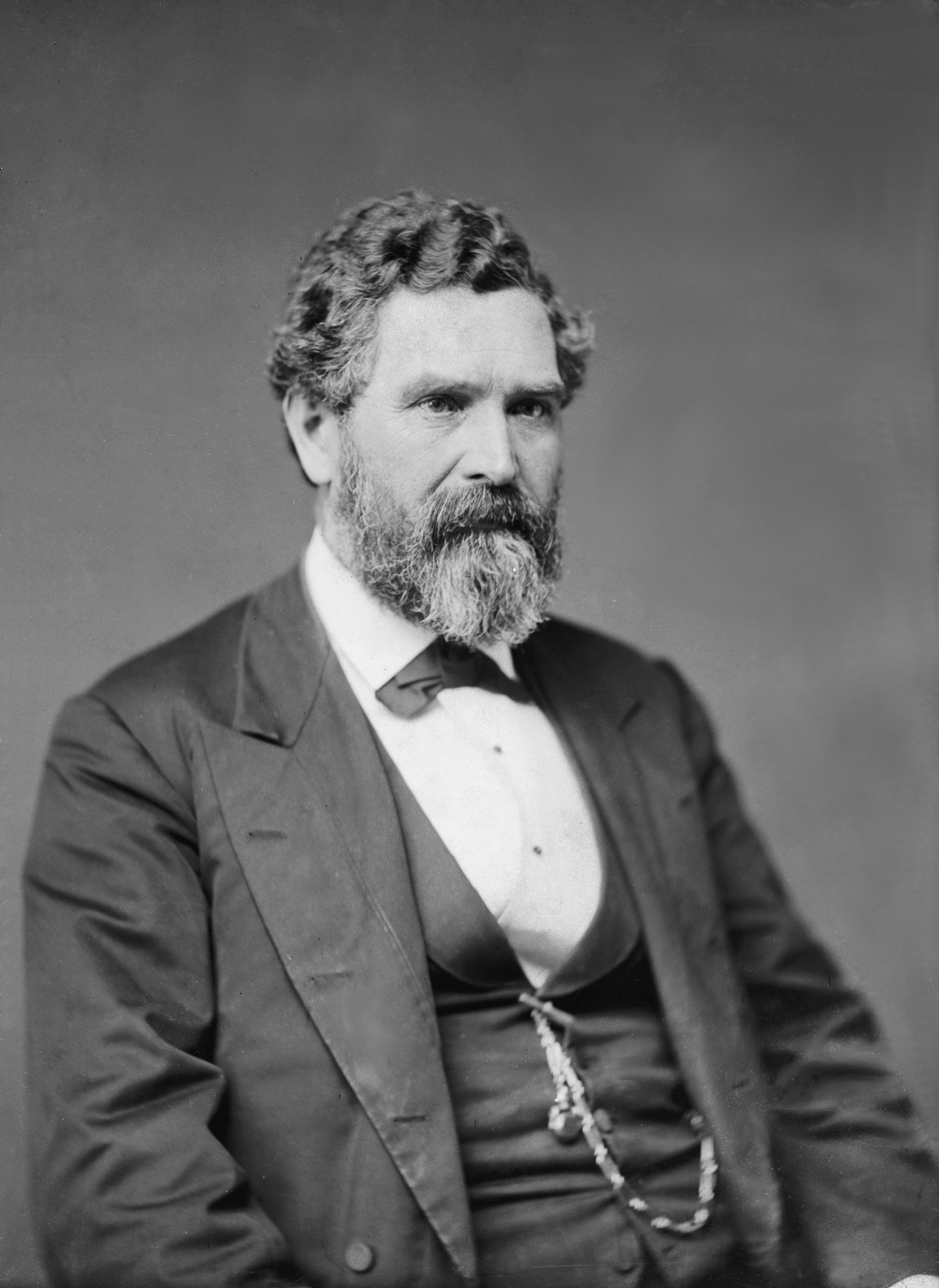
James B. Beck

James Burnie Beck, född 13 februari 1822 i Skottland, död 3 maj 1890 i Washington, D.C., var en skotsk-amerikansk politiker (demokrat). Han representerade delstaten Kentucky i båda kamrarna av USA:s kongress, först i representanthuset 1867–1875 och sedan i senaten från 1877 fram till sin död.
Beck invandrade 1838 till USA. Han flyttade 1843 från Wyoming County, New York till Lexington, Kentucky. Han studerade vid Transylvania University och arbetade som advokat i Lexington.
Beck efterträdde 1867 George S. Shanklin som kongressledamot. Han efterträddes 1875 av Joseph Clay Stiles Blackburn. Beck efterträdde sedan 1877 John W. Stevenson som senator för Kentucky. Han avled 1890 i ämbetet och gravsattes på Lexington Cemetery i Lexington.